# Alejandro Nevski (Prokófiev)

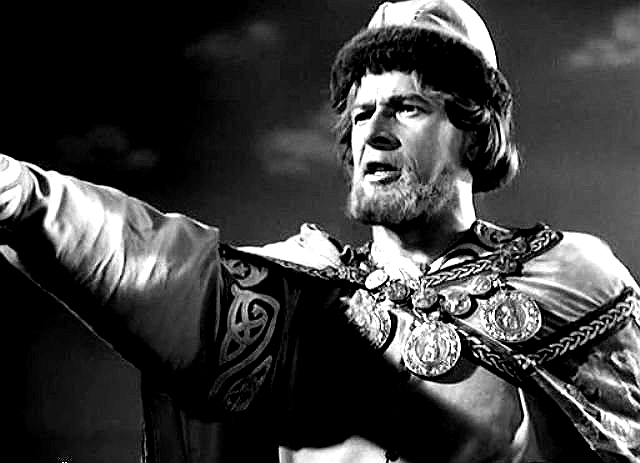
Nikolái Cherkásov como Alejandro Nevski en la película homónima.

Alejandro Nevski (en ruso, Александр Невский) es el título de la banda sonora compuesta por Serguéi Prokófiev para la película homónima de Serguéi Eisenstein (1938). A partir de ella, en 1939 el compositor preparó una cantata  para mezzosoprano, coro y orquesta, opus 78. 
Está considerada como uno de los pocos ejemplos (El teniente Kijé es otro) de la música de cine que ha encontrado un lugar permanente en un repertorio de salas de concierto, y también se ha mantenido como una de las cantatas más reconocidas del siglo XX. 
La película trata de la incursión de los caballeros de la Orden Livona del siglo XIII en el territorio de la República de Nóvgorod, la captura de la ciudad de Pskov, la convocatoria del príncipe Alejandro Nevski para la defensa de Rus y su posterior victoria sobre los cruzados en 1242. La mayoría de los textos de la partitura fueron escritos por el poeta Vladímir Lugovskói.
Sobre la cantata, el compositor y compañero de Prokófiev, Aram Jachaturián escribió a su muerte:

Prokófiev ha conseguido efectos sorprendentes por la fuerza de la expresión orquestal. Era un pintor de tonalidades que retrataba asombrosas imágenes con la paleta de la orquesta que tan vívidamente se percibe en su Alejandro Nevski.

## Alejandro Nevski, música de película (1938)

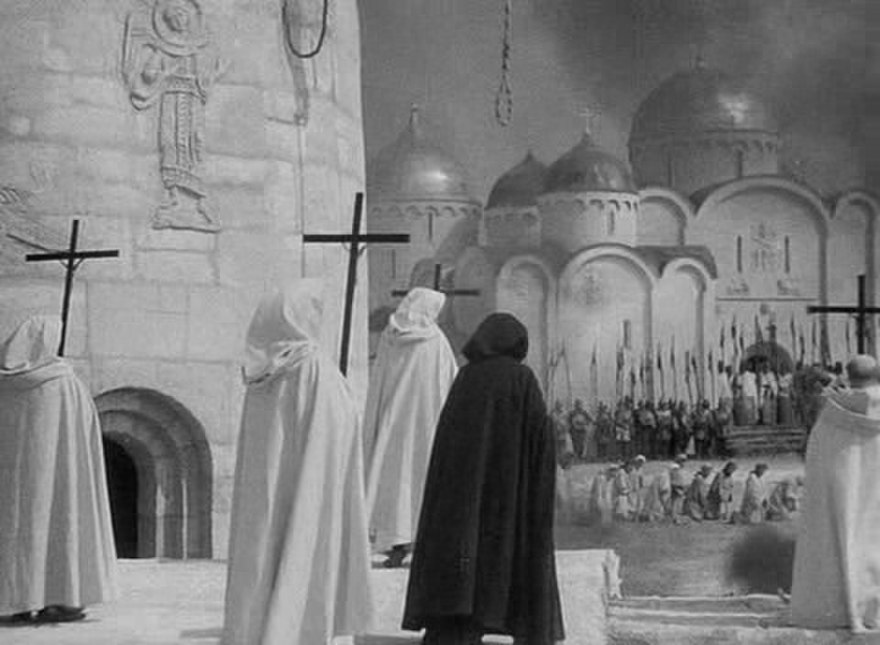
Caballeros Teutónicos en Pskov.

Esta partitura fue la tercera compuesta por Prokófiev para una película, después de la de El teniente Kijé (1934) y La reina de espadas (1936). Prokófiev estuvo muy involucrado no solo con la composición, sino también con la grabación. Experimentó con diferentes distancias de micrófono para lograr el sonido deseado. 
Las trompas destinadas a representar a los Caballeros Teutónicos, por ejemplo, se tocaron lo suficientemente cerca de los micrófonos para producir un sonido distorsionado y crepitante. Los instrumento de viento metal y el coro fueron registrados en diferentes estudios y las piezas, separadas, se mezclaron posteriormente.
Prokófiev empleó diferentes secciones de la orquesta y diferentes estilos compositivos para evocar las imágenes cinematográficas. Por ejemplo, los Caballeros Teutónicos (vistos como adversarios) están representados por instrumento graves de viento metal, tocando notas disonantes en un estilo marcial. Sin embargo, las fuerzas rusas están representadas predominantemente por un estilo tranquilo de música cercana al folclore con instrumentos de viento madera y cuerdas.

### Historia de publicaciones
En 2003, el director de orquesta alemán Frank Strobel reconstruyó la partitura original de Alejandro Nevski con la colaboración del Museo Estatal Central de Cultura Musical Glinka y el Archivo Estatal Ruso de Literatura y Arte (RGALI). La partitura fue publicada por Musikverlage Hans Sikorski, Hamburgo.

### Estrenos
La película Alejandro Nevski se estrenó el 23 de noviembre de 1938 en el Teatro Bolshói de Moscú.
El estreno del concierto de la banda sonora original completa, reconstruida por Frank Strobel, tuvo lugar el 16 de octubre de 2003, acompañado por la proyección de la película en la sala de conciertos Konzerthaus Berlin. Strobel dirigió la Orquesta Sinfónica de la Radio de Berlín y Ernst Senff Chor, con la mezzosoprano Marina Domashenko como solista.
El estreno ruso de la partitura de la película restaurada tuvo lugar el 27 de noviembre de 2004 en el Teatro Bolshói.

### Estructura
La película está dividida en 9 escenas mediante intertítulos que indican la ubicación de la acción o, en el caso de la 'Batalla sobre el hielo', la fecha: '5 de abril de 1242'.
Intertítulos:
1. En el siglo XIII
2. Lago Pleshchéyevo
3. Nóvgorod
4. Pskov
5. Pereyaslavl
6. Nóvgorod
7. Lago Chudskóie (lago Peipus)
8. 5 de abril de 1242
9. Pskov

Su duración es de aproximadamente 55 minutos.

## Cantata Alejandro Nevski para mezzosoprano, coro y orquesta, opus 78
La gran popularidad de la película de Eisenstein, que fue estrenada el 1 de diciembre de 1938, pudo haber llevado a Prokófiev a crear una versión de concierto de la música en el invierno de 1938–39. Prokófiev condensó las 27 pistas de la partitura de la película en una cantata de siete movimientos para mezzosoprano, coro y orquesta, estructurados de la siguiente forma:
| N.º | Título                      | Español                          | Orquestación            |
| --- | --------------------------- | -------------------------------- | ----------------------- |
| 1   | Русь под игом монгольским   | Rus bajo el yugo mongol          | Orquesta                |
| 2   | Песня об Александре Невском | Canción de Alejandro Nevski      | Orquesta y coro         |
| 3   | Крестоносцы во Пскове       | Los cruzados en Pskov            | Orquesta y coro         |
| 4   | Вставайте, люди русские!    | ¡Levántate, pueblo ruso! (audio) | Orquesta y coro         |
| 5   | Ледовое побоище             | Batalla sobre el hielo           | Orquesta y coro         |
| 6   | Мёртвое поле                | El campo de la muerte            | Orquesta y mezzosoprano |
| 7   | Въезд Александра во Псков   | Entrada de Alejandro en Pskov    | Orquesta y coro         |

Su duración es de aproximadamente 40 minutos.
Existen muchos cambios en la cantata. Prokófiev comentó al ingeniero de sonido Borís Volski: 'A veces es más fácil escribir una pieza completamente nueva que reestructurar una anterior.'

Una vez que la película llegó a las salas de cine, tuve el deseo de volver a trabajar la música para orquesta sinfónica y coro. Pero crear una cantata a partir de la música no fue fácil; me costó mucho más trabajo que con la película original. Primero, necesitaba proporcionarle una base exclusivamente musical, organizada de acuerdo con la lógica de la forma musical, con un desarrollo puramente sinfónico, y luego reorquestada completamente, ya que la partitura para orquesta es diferente a la de una película. Puse mi esfuerzo, esta segunda vez, para abordar la música desde una perspectiva exclusivamente sinfónica, manteniendo obviamente el elemento pictórico de la película de Eisenstein. (22 de marzo de 1942)

Aunque se omiten unos 15 minutos de música de la partitura de la película, los cortes consisten principalmente en repeticiones, fragmentos o paisajes sonoros no fundamentales.

### Historia de publicaciones
- 1939, 'Tres canciones de la película Alejandro Nevski', op. 78a, Muzgiz, Moscú. Con los números:

1. 'Levántate, pueblo ruso'.
2. 'Responded, brillantes halcones' ("El campo de los muertos").
3. 'Sucedió en el río Nevá' ("Canción de Alejandro Nevski").[8]

- 1941, Alejandro Nevski, cantata para mezzosoprano, coro mixto y orquesta, op. 78, Muzgiz, Moscú.

### Estreno
El estreno mundial de la cantata tuvo lugar el 17 de mayo de 1939 con Prokófiev dirigiendo la Orquesta y Coro de la Filarmónica de Moscú en el Gran Salón del Conservatorio de Moscú, con la solista mezzosoprano Varvara Gagárina.

### Movimientos
1. "Rus bajo el yugo mongol": 
El movimiento de apertura comienza lentamente en do menor. Está destinado a evocar una imagen de destrucción, como la traída a Rus por los invasores mongoles.

2. "Canción de Alejandro Nevski": 
Este movimiento en si bemol mayor representa la victoria del príncipe Alejandro sobre el ejército sueco en la batalla del Nevá en 1240. Alejandro recibió el nombre de 'Nevski' ('del Nevá') en homenaje.

3. "Los cruzados en Pskov": 
Para este movimiento (do sostenido menor), la intención inicial de Prokófiev fue utilizar música eclesiástica del siglo XIII; sin embargo, los ejemplos que encontró en el Conservatorio de Moscú sonaban fríos, apagados y ajenos al siglo XX, por lo que abandonó la idea y en su lugar compuso un tema original 'más adecuado a nuestra concepción moderna' para evocar la brutalidad de los Caballeros Teutónicos.
4. "¡Levántate, pueblo ruso!": 
Este movimiento (Mi bemol mayor|mi bemol) representa una llamada a las armas al pueblo de Rusia. Está compuesto con connotaciones folclóricas.

5. "Batalla sobre el hielo": 
El quinto (y más largo) movimiento es posiblemente el clímax de la cantata. Representa el choque final entre las fuerzas de Nevski y los Caballeros Teutónicos en la superficie congelada del lago Peipus en 1242. El comienzo silencioso y siniestro (que representa el amanecer del día de la batalla) está contrastado por la sección central disonante, de estilo cacofónico.
6. "El campo de los muertos": 
Compuesto en do menor, el sexto movimiento es el lamento de una chica que busca a su amante perdido, además de besar los párpados de todos los muertos. El solo vocal es interpretado por una mezzosoprano.

7. "Entrada de Alejandro en Pskov ": 
El séptimo y último movimiento (si bemol) se hace eco del segundo movimiento en parte, y recuerda el regreso triunfal de Alejandro a Pskov.